# Gestumblindi
Gestumblindi ist eine Figur in der nordischen Mythologie. Er erscheint in der Hervarar-Saga und als Gestiblindus in den Gesta Danorum des Saxo Grammaticus.

## Die Rätsel des Gestumblindi
Nach der Hervarar-Saga war Gestumblindi ein mächtiger Mann in Reidgotaland, der König Heidrek (Heiðrekr) erzürnt hatte, da er ihm keinen Tribut entrichten wollte. Heidrek hatte das Gelübde abgelegt, dass jeder, der sich etwas gegen ihn zuschulden kommen ließ, in Frieden gehen könne, wenn er ihm Rätsel vorlege, die er nicht raten könne. Dem König wurden jedoch noch nie Rätsel aufgegeben, die er nicht lösen konnte. Als Heidrek Gestumblindi vorlud, musste dieser schuldbewusst und verzweifelt um sein Leben fürchten, da er es sich nicht zutraute, sich mit Rätseln zu retten. Gestumblindi brachte Odin Opfer dar und bat um seinen Beistand. Kurz darauf erschien ein Fremder bei Gestumblindi und nannte sich gleichfalls Gestumblindi. Die beiden Männer waren sich so ähnlich, dass niemand sie auseinanderhalten konnte. Sie wechselten die Kleider, und der echte Gestumblindi versteckte sich. Der Fremde, der sich für Gestumblindi ausgab, ging zu König Heidrek und gab ihm drei Dutzend Rätsel auf, vor allem über die Natur, aber auch über nordische Mythologie, und Heidrek löste sie alle. Die Rätsel werden in der Saga ausführlich dargestellt.
Schließlich stellte Odin/Gestumblindi Heidrek statt eines Rätsels die gleiche unlösbare Frage, die er in der Vafþrúðnismál dem Riesen Wafthrudnir stellt: was Odin dem toten Baldur ins Ohr flüsterte, bevor dieser zur Bestattung auf den Scheiterhaufen gehoben wurde. Da gewahrte Heidrek, dass Gestumblindi in Wirklichkeit Odin war, und wurde zornig: Keiner weiß deine Worte außer dir allein, arger Wicht, elendiger! Er schlug mit seinem verfluchten Schwert Tyrfing nach Odin. Odin flog jedoch in der Gestalt eines Falken davon und sagte dabei Heidreks Ermordung durch ungetreue Knechte voraus, die im folgenden Kapitel der Saga geschildert wird.
Die Rätsel des Gestumblindi (Gátur Gestumblinda, auch bekannt als Heiðreks gátur, Heidreksrätsel) sind die einzigen überlieferten altnordischen Rätsel. Von den eddischen Liedern Grimnismál, Vafþrúðnismál, Fjölsvinnsmál und Alvíssmál unterscheiden sie sich darin, dass es sich um echte Rätsel als Proben des Scharfsinns handelt, während in den Liedern mythologisches Wissen erprobt wird.
Der schwedische Literaturwissenschaftler Anders Hultgård vermutet, dass die Rätsel des Gestumblindi und der verwandten Vafþrúðnismál auf indoeuropäische Mythen zurückgehen, und führt als Beleg an, dass das 5. Yasht des altiranischen Avesta ähnliche Züge aufweist.

## Gesta Danorum
Saxo Grammaticus erzählt, dass Gestiblindus ein König der Gauten war, der sich und sein Königreich an den dänischen König Frodi auslieferte, unter der Bedingung, dass Frodi ihn gegen den schwedischen König Alrik verteidigen werde.